# 1891 aux échecs
| Années des échecs : 1888 - 1889 - 1890 - 1891 - 1892 - 1893 - 1894    |
| Décennies des échecs : 1860 - 1870 - 1880 - 1890 - 1900 - 1910 - 1920 |

Cet article présente les faits marquants de l'année 1891 aux échecs.

## Événements majeurs
- Le Championnat du monde d'échecs 1890-1891 voit s'affronter le Hongrois Isidor Gunsberg et le tenant du titre, l’Américain d’origine autrichienne Wilhelm Steinitz à New York du 9 décembre 1890 au 22 janvier 1891. Steinitz remporte le match 6 victoires à 4 (et 9 nulles).

## Championnats nationaux
- Empire allemand : Pas de championnat du Congrès[1].
- Canada : A. Thomas Davison remporte le championnat[2].
- Écosse : John D. Chambers remporte le championnat[3].
- États-Unis : Jackson Showalter devient le champion[Note 1],[4],[5],[6].

## Divers
- Disparition de The International Chess Magazine

## Naissances
- Ilia Rabinovitch

## Nécrologie
- 2 janvier : Joseph Graham Campbell
- 1er avril : A. Polak Daniels (en)
- 5 avril : Johann Bauer
- 14 avril : George Henry Mackenzie
- 18 août : Louis Paulsen